# Ácido 3,4-dimetoxifenilacetico
Ácido 3,4-dimetoxifenilacetico ou ácido homoverátrico é o composto orgânico de fórmula C10H12O4, fórmula linear (CH3O)2C6H3CH2CO2H, de massa molecular 196,20. É classificado com o número CAS 93-40-3, com o número de registro Beilstein 1110282, número EC 202-244-5, número MDL MFCD00004335, PubChem Substance ID 24893270 e CBNumber CB4149587.
Possui ponto de fusão de 99 °C, e são citadas temperaturas de 96 a 98 °C. Apresenta-se como um pó branco, podendo ser bege ou marrom. É estável quimicamente. É solúvl m ágiua. É combustível e incompatível com agentes oxidantes fortes. Irrita pulmões, olhos e pele.